# Dombóvár
Dombóvár er en by i det sydlige Ungarn med 17.041(2024) indbyggere. Byen ligger i provinsen Tolna.